# Polzela
Polzela – wieś w Słowenii, siedziba gminy Polzela. 1 stycznia 2017 liczyła 2 406 mieszkańców.